# Man on Fire
Man on Fire (El fuego de la venganza en España y Hombre en llamas en Hispanoamérica) es una película mexicana-estadounidense de acción y drama del año 2004, basada en la novela homónima de A. J. Quinnell (Q), que ya había sido llevada al cine en 1987. 
Esta versión, dirigida por Tony Scott, fue estrenada el 23 de abril de 2004.
La acción tiene lugar en la Ciudad de México.
Denzel Washington interpreta a John Creasy, un alcohólico oficial de la Marina de los EE. UU. y exagente de la CIA, que trabaja como guardaespaldas de Lupita Ramos (Pita) (Dakota Fanning), una niña de nueve años de edad, la cual es secuestrada en Ciudad de México. El reparto de la cinta incluye a Christopher Walken, Radha Mitchell, Giancarlo Giannini, Marc Anthony, Rachel Ticotin y Mickey Rourke.
Fue estrenada en Estados Unidos el 23 de abril de 2004, recaudando $22,751.490 dólares, y se convierte la número 1 en el ranking de taquilla de ese año. La película se estrenó en 1980 salas de cine, recaudando en total $77,911.774 dólares en Norteamérica y $52,381.940 en el resto de países (en total $130,293.714 dólares en todo el mundo); lo que la convierte en un éxito comercial.

## Argumento
Varios secuestros extorsivos de jóvenes azotan Ciudad de México, lo que trae consigo un creciente sentimiento de pánico entre sus ciudadanos más adinerados, especialmente entre los padres de familia. En un período de seis días, se llevan a cabo 24 secuestros, generando con ello que muchas familias contraten guardaespaldas.
Allí aparece en escena John Creasy, quien visita a un viejo amigo, Paul Rayburn, que le propone ser guardaespaldas de una chica joven llamada Guadalupe "Lupita" Ramos. Creasy no está interesado, pero al final termina aceptando a regañadientes.
La familia Ramos queda impresionada con el currículum de Creasy, pero el padre de la niña lo contrata sabiendo que es un alcohólico, ya que eso facilitaría los planes que pretende llevar a cabo en la simulación del secuestro de la pequeña "Pita". Lupita intenta hacer amistad con Creasy, pero este apenas la soporta por las preguntas constantes de la chica. En un momento, ella se enoja y deja de hablarle por unos días, pero al final Creasy se ablanda y comienza a establecer una tierna amistad con la pequeña.
El guardaespaldas sustituye a los padres de Lupita cuando estos no están. Viendo que Lupita le tiene miedo al sonido de las armas, le ayuda a superar el temor y le da consejos con su competición de natación, casi volviéndose un padre para la pequeña. Sin embargo, esta nueva razón para vivir que ha encontrado Creasy, queda frustrada cuando al salir ella de su clase de piano es secuestrada y él queda gravemente herido después de intentar impedir el secuestro. 
Los desesperados padres aceptan la ayuda de la policía, pero al intentar el rescate de Lupita ocurre una emboscada y uno de los delincuentes muere en el enfrentamiento. Muy pronto una voz telefónica les comunica a los padres de "Pita" que después de esa emboscada, ya pueden considerar muerta a la chica.
John Creasy al enterarse de la posible muerte de la menor, y aún sin haberse recuperado de sus heridas, y en la mira de las autoridades tras asesinar durante el secuestro a dos policías corruptos cómplices en el crimen, se entrevista con la madre de Lupita, a quien le promete matar a cualquiera que haya estado involucrado en el secuestro, cualquiera que se hubiera beneficiado con ello, o simplemente cualquiera que le mire mal. De allí el nombre de la película.
Creasy recordó que en una ocasión que llevaba a Pita a la escuela, un automóvil los iba siguiendo, y ambos anotaron el número de la matrícula, sin embargo Creasy no logró apuntarlo completo por realizar una maniobra automovilística para evitar un accidente, pero la pequeña logró capturar casi todo el número con excepción del último dígito. Con este dato, le pide a una periodista que se dispuso a ayudarlo, Mariana García Guerrero, que le investigara el posible dígito para rastrear a uno de los delincuentes, pues durante la captura de Pita logró reconocer a uno de los tripulantes de los automóviles.
Una vez que tuvo la información, se dirigió a una colonia popular de Ciudad de México para interceptar al sujeto, de nombre Jorge González, uno de los policías corruptos presentes en el secuestro. Este es obligado por Creasy a conducir hasta un precipicio en donde trata de interrogarlo, pero al notar su negativa, decide torturarlo: cada vez que se negara a darle información, le cortaría uno a uno los dedos y le pararía el sangrado con un encendedor de cigarros; al ver la renuencia del delincuente, Creasy comienza la tortura y es como obtiene información acerca del nombre de la banda de secuestradores: "La Hermandad", y sobre uno de los cuarteles ubicado en Nezahualcóyotl, un antiguo cine convertido en discoteca estilo Rave, lugar donde encontraría a un tal "Carnicero".
Con su arma bajo su ropa se dispuso a entrar a la disco, una vez dentro doblega tanto al guardia, quien resulta ser "El Carnicero", como a uno de los encargados junto con una celadora; el primero, estando vendado de ojos, supo que Creasy era originario de Estados Unidos por su acento, cosa que Creasy confirmó de tal modo que el otro también comentó ser originario del país vecino, específicamente de Nueva Jersey, por lo que Creasy apodó a este hombre "Jersey Boy". Debido a que "Jersey Boy" no respondía al interrogatorio, como intimidación Creasy asesinó al "Carnicero" luego de advertirle que él sería el próximo si no comenzaba a hablar acerca del paradero de la chica. El personaje comenzó a hablar revelando que ellos no tenían a la pequeña, que ellos solo eran intermediarios, Los judiciales (a cargo de Víctor Fuentes, Teniente de la División de Anti secuestro de la Policía Judicial) eran los encargados de secuestrar a la víctima para luego entregársela a ellos quienes cuidaban de ellas hasta que gente de "La Voz" viniera por ellos para encargarse del resto, asegurando que por todo esto ellos solo recibían $200 USD cada semana a través de una tarjeta débito, tarjeta que Creasy conservó. Finalmente y a manera de venganza Creasy le pregunto a "Jersey Boy" si se había despedido de la niña para luego asesinarlo de un disparo. Al ver el panorama, la celadora ofreció entregarle la pequeña a Creasy a cambio de permitirle conservar la vida, sin embargo la chica resultó ser de otro secuestro, por lo que la búsqueda continuó no sin antes entregar informes del rescate a la periodista a cambio de la información de la tarjeta que le sustrajo a "Jersey Boy". Mariana reveló que la tarjeta pertenecía a una cuenta de quien resultó ser esposa de "La Voz".
Mientras tanto en las oficinas de la Agencia Federal de Investigación, Rayburn, amigo de Creasy, se entrevistó con Miguel Manzano, Director de la AFI y amante de Mariana, quien buscaba indicios del comportamiento de Creasy ya que quería ayudarlo, pero también quería entenderlo. Paul le reveló a Manzano que antes de Pita, Creasy no tenía ninguna razón válida para seguir viviendo, sin embargo Pita le enseñó que valía la pena vivir, y que los delincuentes le quitaron eso. Basado en su experiencia, también le reveló que el "arte" de Creasy era la muerte, y este estaba a punto de hacer su obra maestra.
Creasy se preparaba para su siguiente golpe, emboscar a Fuentes, pese a que Mariana informó del estatus de Fuentes y los altos niveles de seguridad que lo rodeaban. A este no le importó y prosiguió con su venganza; así irrumpió en casa de un par de ancianos y desde la ventana de un piso alto, disparó con una bazuca hacia los vehículos escolta de Fuentes. En medio del caos, bajó a la calle para secuestrar él mismo a Fuentes. Posteriormente, debajo del puente donde salió mal el rescate, Fuentes despertó frente a quien sería su verdugo. Este le informó que en ese momento tenía dentro de su recto un dispositivo explosivo que explotaría en 5 minutos. Preso de la desesperación, reveló que él solo era un hombre de negocios, un profesional, y que la pequeña fue un secuestro más. Lamentando su pérdida, Fuentes dijo ser el presidente de "La Hermandad" y que fue quien perpetró el robo del dinero del rescate pero que de hecho el rescate estaba incompleto ya que en total de los 10 millones del rescate solo había 2,5 millones y que su operación se estropeó, dando a entender que el abogado de Ramos (Kalfus) se traía algo entre manos y que aparentemente fue él quien tomó los otros 7,5 millones que faltaban. Antes de que su tiempo terminara, Fuentes pidió a Creasy un último deseo, algo que Creasy de manera irónica concedió diciéndole a Fuentes que desearía que tuviera más tiempo, para luego retirarse en medio de la explosión.
Más tarde Creasy visitó la residencia de Kalfus, donde encontró el cadáver degollado de quien fuera el abogado de Ramos, y luego se dirige a la oficina de Kalfus imprimiendo varios extractos bancarios de Islas Caimán entre Kalfus y Samuel Ramos. Posteriormente, Creasy se dirigió hacia la mansión de Ramos, ya en presencia de Creasy este confesó que en realidad Kalfus y él habían planeado el secuestro de Pita para así poder cobrar el dinero del seguro y con su parte poder pagar deudas que le habían sido heredadas de familia. Él pensó que Pita estaría a salvo (ya que había un trato entre los secuestradores, Kalfus y Ramos; el secuestro era arreglado, ellos sabían que el dinero iba a estar incompleto, desafortunadamente no contaban con que la "Hermandad" intervendría para tomar ese dinero), sin embargo debido a la emboscada durante el cobro del rescate, evento en el cual murió el sobrino del secuestrador, "La Voz" le informó a Ramos que podía considerar a la niña muerta después de aquel incidente, por lo que en venganza Ramos asesinó a Kalfus. Después de la confesión, Ramos aceptó el arma de Creasy y se suicidó dándose un disparo en la cabeza con la bala que Creasy intentó utilizar para suicidarse antes.
Al día siguiente, Creasy dio con el paradero de la titular de la tarjeta que le entregó a Mariana (la exmujer de "la voz"). Creasy irrumpió en el lugar siendo recibido con un disparo de un chico, cuando él todavía no había sanado de los disparos recibidos durante el secuestro de Pita. Después de una corta persecución capturó a quien le disparó, un malherido hermano de "La Voz" para mandarle un mensaje: su familia a cambio de su vida. Creasy para dar veracidad a que no estaba jugando, le vuela los dedos de una mano al hermano de "La Voz" con una escopeta recortada. "La Voz" sacando un as debajo de la manga le revela a Creasy que él tiene a la niña aun con vida y que estaba dispuesto a negociar con él. Sabiendo que le quedaba poco tiempo, Creasy aceptó negociar; "La Voz" propuso un intercambio: Pita a cambio de su hermano y la vida de Creasy, cosa que aceptó sin titubear.
Al final, el intercambio resultó un éxito; Creasy finalmente vio el fruto de su esfuerzo al ver a Pita ser liberada por sus captores. Creasy le informó a Pita que su mamá la esperaba bajando el puente y que una vez con ella se fueran sin mirar atrás; cuando Pita le preguntó a Creasy que sería de él, este le respondió que él finalmente iría a casa. Acto seguido, se entregó a los sicarios, quienes lo transportarían para enfrentarse a su enemigo. Sin embargo, en el trayecto Creasy falleció debido a las graves heridas que ya tenía. Más tarde se reveló que "La Voz" había muerto mientras se resistía al arresto; sin embargo, en una imagen de trasfondo se vio como Manzano disparaba a quemarropa a "La Voz", matándolo de un disparo en la frente.
En un final alternativo que está incluido en los extras del lanzamiento a DVD y Blu Ray, se puede ver que luego del traslado de Creasy en el auto llegan a la casa de "La Voz", este luego de darle una charla, saca su pistola y Creasy le hace una pregunta: "¿Alguna vez ve la mano de Dios en lo que hace?" y "La Voz" le responde que no. Creasy mira sus relojes y activa un cronómetro, con lo que segundos después todo explota, haciendo alusión a que había colocado bombas en la casa de La Voz. Finalmente aparece el mensaje en pantalla con la fecha de su muerte.

## Reparto
| Actor              | Personaje |
| ------------------ | --- |
| Denzel Washington  | John Wayne Creasy, un estoico pero experimentado exagente de la CIA y guardaespaldas alcohólico, llega a México y es contratado por una adinerada familia y cuya perspectiva de vida cambia tras conocer a la niña "Pita" Ramos, a quien deberá proteger y usará sus habilidades para cazar, castigar y asesinar a todo aquel que se haya beneficiado con el secuestro de "Pita".                                              |
| Dakota Fanning     | Lupita "Pita" Martín Ramos, simpática, inteligente y curiosa niña, es hija de Lisa y Samuel; con su alegre carácter, amplia sonrisa y dulce corazón se ganará rápidamente a su nuevo y tosco guardaespaldas. |
| Christopher Walken | Paul Rayburn, El único y verdadero amigo de Creasy, quien parece comprenderlo y conocerlo totalmente, apoya a su amigo en las buenas y en las malas. |
| Radha Mitchell     | Lisa Martín Ramos, La madre de "Pita" y esposa de Samuel, una mujer ligeramente materialista aunque es buena madre y esposa; es al principio escéptica sobre la contratación de John Creasy como guardaespaldas personal de su hija a causa su carácter tosco, pero cambia de idea cuando ve que "Pita" y Creasy se han hecho mejores amigos.                                                                                  |
| Marc Anthony       | Samuel Ramos, El padre de "Pita" y hombre de negocios, en apariencia el tiene todo bajo control y, asombrado con el amplio currículum de John Creasy, lo contrata como guardaespaldas personal de su hija; atormentado por los problemas, Samuel tomara una decisión que afectará las vidas de todos. |
| Giancarlo Giannini | Miguel Manzano, un detective poco ético que ayuda a Mariana en su investigación. |
| Rachel Ticotin     | Mariana García Guerrero, Una valiente periodista muy dedicada a su trabajo, que a veces "cruza la línea" para conseguir cualquier información de inteligencia a la que solo Miguel tiene acceso, ofrece toda su ayuda a Creasy en su cruzada y este le brinda la información exclusiva que consigue a su paso hasta desenmascarar a la peligrosa organización que está detrás de todo, Creasy encuentra un gran apoyo en ella. |
| Mickey Rourke      | Jordan Kalfus, el corrupto abogado de la familia Ramos, quien busca su propio beneficio a costa de sus clientes. |
| Jesús Ochoa        | Víctor Fuentes, un corrupto y nada ético detective de policía, quien falla en la coordinación del rescate. |
| Angelina Peláez    | Hermana Anna, la madre superiora y directora del colegio de Pita, quien es totalmente crítica sobre la profesión de Creasy, luego comprende que tras el hombre frío hay alguien con un espíritu puro y paternal. |
| Roberto Sosa       | Daniel Rosas Sánchez "The Voice" ("La Voz") el cínico y misterioso líder de "La Hermandad", quien hace secuestrar a "Pita" Ramos para cobrar un rescate por ella a su padre Samuel, será la pieza final de una enorme conspiración hasta que Creasy se da cuenta de su existencia y empieza a cazarlo. |
| Gero Camilo        | Aurelio Rosas Sánchez, hermano de "La Voz" y sicario |
| Mario Zaragoza     | Jorge González, Policía Judicial corrupto e inmoral. |
| Carmen Salinas     | Vigilante de los secuestrados. |

## Producción
El director Tony Scott trató de tener una versión de la película realizada en 1983, momento en el que Italia seguía siendo un importante centro de secuestro en el mundo. En 1987 se rodó una versión con Scott Glenn. Michael Bay y Antoine Fuqua fueron considerados para dirigir la nueva versión hasta que Arnon Milchan, el productor de la película de 1987, preguntó a Scott si aún estaba interesado en producir una versión de Hombre en llamas, ya que Milchan todavía era dueño de los derechos de la serie.
20th Century Fox quería que la película se filmara en Italia. Un primer borrador del guion de la película se estableció en Nápoles. Scott argumentó que si la acción iba a ser trasladada a Italia habría que hacer una película de época, porque para la década del 2000 los secuestros habían dejado de ser habituales en Italia. Ciudad de México se convirtió en el escenario de la película de 2004 debido a su alta tasa de secuestros, y por otras razones. Como resultado, el personaje de Rika Balletto pasó a llamarse Lisa Martín Ramos, el de Pinta Balletto se convirtió en Lupita "Pita" Ramos y el de Ettore Balletto en Samuel Ramos. Originalmente el papel de Creasy le fue ofrecido a Robert De Niro. Antes de su muerte, Marlon Brando era la opción original para interpretar a Rayburn.
Las inspiraciones para los hermanos Rosas Sánchez son los hermanos Daniel Arizmendi López y Aurelio Arizmendi López.

## Recepción
La película también disfrutó de gran éxito en el mercado del vídeo doméstico de Estados Unidos, recaudando más de $123 millones de dólares en DVD y VHS de alquiler y venta en los Estados Unidos.
La película recibió críticas mixtas de los críticos y tiene una calificación de 39% en el sitio web especializado Rotten Tomatoes, basado en 161 opiniones con una media calificación de 5,2 sobre 10. El consenso asegura: "Hombre en llamas comienza bien, pero pasa por encima de la segunda mitad violenta". La película también tiene una puntuación de 47 sobre 100 en el sitio web Metacritic, basado en 36 opiniones.
La interpretación de la actriz Dakota Fanning en la película fue una de las más aclamadas y elogiadas por los máximos críticos del cine.
Paul Davies, un autor de artículo de revista, dijo que la recepción crítica de la cinta en Estados Unidos era "algo menos de clase" porque a los críticos no les gustó el vigilantismo que utiliza Creasy. Davies sostiene que "la mayoría de los críticos se lo pierden porque Creasy no toma un placer sádico en los homicidios", dado que mata para obtener información para llegar a todas las personas involucradas en el secuestro de Pita Ramos, y no le gusta dañar a personas inocentes.
A. J. Quinnell tuvo una buena acogida a esta adaptación, sobre todo porque la película utiliza muchos de las líneas originales de su libro, en el que se basa la película. Quinnell dice que por lo general a los guionistas "les gusta dejar su huella en el producto".
Quinnell añadió también que a pesar de que por lo general no le gustan las adaptaciones cinematográficas de los libros, los escritores "hicieron un buen trabajo con Hombre en llamas. Además agregó: "Me encantó la química entre Creasy y la niña (...) Cuando escuché por primera vez que Denzel (Washington) haría el papel de Creasy, lo dudé por unos instantes, pero interpretó su parte brillantemente. La película es violenta y si la ira no es interpretada correctamente, el resultado puede ser terrible". Kevin Freese, de la Oficina de Estudios Militares Extranjeros, declaró que "parece que la alusión" de los hermanos Sánchez ficticios con los reales hermanos Arizmendi "escapó de la comprensión de gran parte de la audiencia".

### Premios y nominaciones
| Año  | Premio                                | Categoría                        | Candidato(a)      | Resultado |
| ---- | ------------------------------------- | -------------------------------- | ----------------- | --------- |
| 2004 | Golden Schmoes Awards                 | Mejor Actriz de Reparto del Año  | Dakota Fanning    | Nominada  |
| 2005 | BMI Film & TV Awards                  | Premio IMC Film Music            | Man on Fire       | Ganadora  |
| 2005 | Premios de la Crítica Cinematográfica | Mejor Actriz joven               | Dakota Fanning    | Nominada  |
| 2005 | Golden Trailer Awards                 | Mejor película de acción         | Man on Fire       | Nominada  |
| 2005 | Golden Trailer Awards                 | Mejor película de acción - Drama | Man on Fire       | Nominada  |
| 2005 | NAACP Image Awards                    | Mejor Película excepcional       | Man on Fire       | Nominada  |
| 2005 | NAACP Image Awards                    | Mejor Actor                      | Denzel Washington | Nominado  |
| 2005 | Young Artist Awards                   | Mejor Actriz joven               | Dakota Fanning    | Nominada  |